# アラビノガラクタン エンド-1,4-β-ガラクトシダーゼ
アラビノガラクタン エンド-1,4-β-ガラクトシダーゼ(Arabinogalactan endo-1,4-beta-galactosidase、EC 3.2.1.89)は、アラビノガラクタン 4-β-D-ガラクタノヒドロラーゼという系統名を持つ酵素である。以下の化学反応を触媒する。
I型アラビノガラクタンの(1->4)-β-D-ガラクトシド結合を特異的に加水分解する。
この酵素は、枯草菌から単離されている。